# Jiralekoppa, Sorab
Jiralekoppa là một làng thuộc tehsil Sorab, huyện Shimoga, bang Karnataka, Ấn Độ.